# Flumeri
Flumeri es un municipio (en italiano, comune) de la provincia de Avellino, en la región de Campania. Tiene una población estimada, a fines de febrero de 2022, de 2575 habitantes.
Linda con los municipios de Ariano Irpino, Castel Baronia, Frigento, Grottaminarda, San Nicola Baronia, San Sossio Baronia, Sturno, Villanova del Battista, y Zungoli

## Demografía
| Gráfica de evolución demográfica de Flumeri entre 1861 y 2021 |
|                                                               |
| Fuente: ISTAT - Elaboración gráfica de Wikipedia              |